# Triphleba geniculata
Triphleba geniculata är en tvåvingeart som beskrevs av Mikhailovskaya 1999. Triphleba geniculata ingår i släktet Triphleba och familjen puckelflugor. Inga underarter finns listade i Catalogue of Life.